# Геді Берхісса
Геді Берхісса (фр. Hédi Berkhissa, 28 червня 1972, Керкенна — 4 січня 1997, Туніс) — туніський футболіст, що грав на позиції захисника.
Виступав, зокрема, за клуб «Есперанс», а також національну збірну Тунісу.
Дворазовий володар Кубка Тунісу. Володар Кубка арабських чемпіонів. Переможець Ліги чемпіонів КАФ. Володар Суперкубка КАФ.

## Клубна кар'єра
У дорослому футболі дебютував 1991 року виступами за команду «Есперанс», кольори якої і захищав протягом семи років до своєї передчасної загибелі у 1997.
Помер 4 січня 1997 року на 25-му році життя на стадіоні Стад Чедлі Зуйтен міста Туніс під час товариської гри із французьким «Олімпіком» (Ліон) внаслідок серцевого нападу.

## Виступи за збірну
1994 року дебютував в офіційних матчах у складі національної збірної Тунісу.
У складі збірної був учасником Кубка африканських націй 1994 року у Тунісі, Кубка африканських націй 1996 року у ПАР, де разом з командою здобув «срібло».
Загалом до своєї передчасної смерті встиг провести у формі національної команди 26 матчів, забивши 6 голів.

## Титули і досягнення
- Володар Кубка Тунісу (2):

«Есперанс»: 1991, 1997
- Володар Кубка арабських чемпіонів (1):

«Есперанс»: 1993
- Переможець Ліги чемпіонів КАФ (1):

«Есперанс»: 1994
- Володар Суперкубка КАФ (1):

«Есперанс»: 1995